# Rainbow Crafts Company
Rainbow Crafts Company was een Amerikaans bedrijf uit Cincinnati, Ohio. In 1956 introduceerde het bedrijf zijn nieuwe product Play-Doh, boetseerklei voor kinderen. In eerste instantie was Play-Doh alleen verkrijgbaar in de kleur wit. Nieuwe kleuren volgden in de loop der jaren.
Vanaf 1965 was Rainbow Crafts geen opzichzelfstaand bedrijf meer: het werd overgenomen door General Mills en daarmee een afdeling van dit laatste bedrijf.